# 李卓然
李卓然（1899年—1989年），又名李駿傑，湖南省湘乡县潭市镇九区洪塘村人，中华人民共和国政治人物。

## 生平
1917年，进入入湘乡县立中学。1920年，同周恩来、赵世炎、王若飞等赴法勤工俭学，1922年，加入中国社会主义青年团旅欧支部。1926年，进入莫斯科东方大学、中山大学、列宁格勒军政学院。
1930年返回上海，后派往中央苏区，担任红军司令部总直属队党总支书记、中华苏维埃共和国临时中央政府主席毛泽东办公室主任。1931年，任红一方面军直属党委委员。同年10月担任红四军政治部主任、改任红军总政治部宣传部部长兼中共赣县委员会书记。1932年，任红三军政治部主任、红四军政治部主任。1933年，任红一军团政治部主任、代理政委。
1934年8月，红一军团政治部主任李卓然与红五军团政委朱瑞对调岗位。率部参加长征，并出席遵义会议。1935年后，红一方面军、红四方面军会师后，担任红四方面军政治部副主任、主任。1936年，担任红军西路军军政委员会委员兼政治部主任。西路军失败后，其率领残部退入祁连山。
抗日战争期间，担任中共中央军委总政治部宣传部部长、陕甘宁边区党委宣传部部长等职。
第二次国共内战期间，担任中共中央西北局宣传部部长。1947年，任陕甘宁晋绥联防军政治部主任，1949年初任西北军区政治部主任，此后奔赴东北。
中华人民共和国成立后，担任东北人民政府文化教育委员会主任。1954年，调任中共中央宣传部副部长、兼任中共中央马列学院院长。文化大革命期间受到迫害，此后起用任中顾委委员。